# 江畑諒真
江畑 諒真（えばた りょうま）は、日本の男性アニメーター、キャラクターデザイナー。エイトビット所属。

## 概要
2003年にアミューズメントメディア総合学院を卒業。その後、マッドハウス制作の『デ・ジ・キャラットにょ』に動画として参加し、『最遊記RELOAD GUNLOCK』で初めて原画を担当。2008年に『マクロスF』の第4話「ミス・マクロス」で初の作画監督を担当した。
2012年の『武装神姫』で、初めてキャラクターデザインを担当（岸田隆宏と共同）。また、『アブソリュート・デュオ』のオープニング映像や『天体のメソッド』のエンディング映像、『ヤマノススメ セカンドシーズン』の第17話「高いところって、平気?」の全てで一人で原画を行った。
2015年の『グリザイアの楽園』の第10話「ブランエールの種VI」で初の絵コンテを担当した。

## 参加作品

### テレビアニメ
2003年
- デ・ジ・キャラットにょ（2003年 - 2004年、動画）

2004年
- 最遊記RELOAD GUNLOCK（原画）

2006年
- ケモノヅメ（原画）

2008年
- マクロスF（作画監督）

2010年
- ソ・ラ・ノ・ヲ・ト（原画 - 2話・ED）

2011年
- 魔法少女まどか☆マギカ（作画監督 - 1話）
- 青の祓魔師（作画監督 - 9話 17・25話（共同））

2012年
- 武装神姫（キャラクターデザイン（岸田隆宏と共同）・総作画監督）

2014年
- 魔法戦争（キャラクターデザイン・総作画監督）
- ヤマノススメ セカンドシーズン（作画監督・原画 - 2話・17話（一人原画））
- 天体のメソッド（絵コンテ・演出・作画監督・原画 - ED（一人原画））

2015年
- アブソリュート・デュオ（絵コンテ・演出・原画 - OP（一人原画））
- グリザイアの楽園（絵コンテ・演出・原画 - ED（一人原画。ただし、渡辺明夫が総作画監督））

2016年
- Dimension W（アクション監修 / 絵コンテ・演出・作画監督・原画 - ED（一人原画））
- 少年メイド（絵コンテ・演出・作画監督・原画 - OP（一人原画））
- Rewrite（絵コンテ・演出・原画 - ED（一人原画） 絵コンテ - 13話）
- 魔法少女なんてもういいですから。セカンドシーズン（絵コンテ・演出・作画監督・原画 - OP（一人原画））
- 幼女戦記（魔導具デザイン）

2017年
- Rewrite（絵コンテ - 20話）
- プリンセス・プリンシパル（絵コンテ・作画監督・原画 - 5話）

2018年
- 転生したらスライムだった件（キャラクターデザイン・総作画監督・作画監督）

2019年
- ライフル・イズ・ビューティフル（絵コンテ・演出・作画監督・原画 - ED（一人原画））
- 星合の空（絵コンテ・演出・作画（ED））

2020年
- グレイプニル（絵コンテ・作画監督）

2021年
- 転生したらスライムだった件（第2期、キャラクターデザイン・絵コンテ）

2022年
- Do It Yourself!! -どぅー・いっと・ゆあせるふ-（作画監督）

2023年
- 転生したらスライムだった件 コリウスの夢（キャラクターデザイン）

2024年
- 転生したらスライムだった件（第3期、キャラクターデザイン）

### 劇場アニメ
2007年
- 映画ドラえもん のび太の新魔界大冒険 〜7人の魔法使い〜（原画）

2012年
- 青の祓魔師 ―劇場版―（プロップデザイン）
- コードギアス 亡国のアキト 第1章「翼竜は舞い降りた」（原画）

### Webアニメ
- 転生したらスライムだった件 コリウスの夢（2023年、キャラクターデザイン）